# Lebidema
Lebidema is een geslacht van kevers uit de familie van de loopkevers (Carabidae). De wetenschappelijke naam van het geslacht is voor het eerst geldig gepubliceerd in 1864 door Motschulsky.

## Soorten
Het geslacht Lebidema omvat de volgende soorten:
- Lebidema clavicorne (Murray, 1857)
- Lebidema pellucidum Britton, 1940
- Lebidema ruandense Burgeon, 1937